# سيباستين ستيلا
سيباستين ستيلا (بالفرنسية: Sebastien Stella)‏ هو مخرج فرنسي، ولد في 12 أكتوبر 1971 في بورغ أون بريس في فرنسا.

## وصلات خارجية
- الموقع الرسمي
- سيباستين ستيلا على موقع IMDb (الإنجليزية)
- سيباستين ستيلا على موقع ألو سيني (الفرنسية)
- سيباستين ستيلا على موقع أول موفي (الإنجليزية)
- سيباستين ستيلا على موقع كينوبويسك (الروسية)
- سيباستين ستيلا على موقع كينوبويسك (الروسية)